# Linha 3 (Metro de São Petersburgo)

Nevsko-Vasileostrovskaia linha

 A Nevsko-Vasileostrovskaia linha (em russo:  Не́вско-Василеостро́вская ли́ния), também conhecida como linha 3, é uma das cinco (2011) linhas do metro de São Petersburgo, na Rússia. Foi inaugurada em 1967 e circula entre as estações de Primorskaia e Rybatskoie. Tem ao todo 10 estações.